# Krzyż i sztylet
Krzyż i sztylet (ang. The Cross and the Switchblade) – pierwsza i zarazem najważniejsza książka Davida Wilkersona. Wydana została w 1962 roku, w 1963 stała się bestsellerem. W języku polskim ukazała się w 1986 roku nakładem wydawnictwa Zjednoczonego Kościoła Ewangelicznego w PRL.
Książka stała się bestsellerem na rynku amerykańskim. Sprzedano ją w nakładzie kilkunastu milionów egzemplarzy, a przetłumaczono na ponad 30 języków. Według Christianity Today książka rozeszła się w ponad 50 milionach egzemplarzy, a przetłumaczona została na ponad 40 języków.
Książka opowiada historię młodego zielonoświątkowego pastora z Pensylwanii, tj. Wilkersona, który w 1957 wyruszył do Nowego Jorku, by pracować wśród nowojorskich gangów. Inspiracją była opublikowana w „Life” fotografia, pokazująca kilku młodych gangsterów oskarżonych o morderstwo. Wilkerson uznał, że kościoły zawodzą, więc trzeba samemu dotrzeć do środowiska gangsterskiego. Jednym z nawróconych gangsterów był Nicky Cruz.
Książka uchodzi za jedną z najlepszych ewangelikalnych książek. W 2006 roku znajdowała się na 32 pozycji Christianity Today's Top 50 Books.
W 1970 roku na podstawie tej książki nakręcono film, w którym Pat Boone zagrał Wilkersona, a Erik Estrada Nicky’ego Cruza. Film obejrzało około 50 milionów ludzi w 150 krajach świata.